# Bitva u Leuthenu
Bitva u Leuthenu byla součástí sedmileté války. Odehrála se u Leuthenu (nyní Lutynia v Polsku) dne 5. prosince 1757 mezi pruskými vojsky krále Fridricha II. a rakouskými vojsky vedenými Karlem Lotrinským a maršálem Leopoldem Josefem Daunem. Bitva skončila pruským vítězstvím s vysokými ztrátami na rakouské straně.

## Situace před bitvou
Vojenský plán Pruska pro rok 1757 byl co nejrychleji porazit hlavního protivníka Rakousko v Čechách, aby nemohl získat podporu Francie a Ruska. Po několika porážkách by Fridrich II. na podzim 1757 v defenzívě a až v bitvě u Rossbachu 5. listopadu 1757 dosáhl překvapivého vítězství nad francouzským a rakouským vojskem. Odtud táhl Fridrich II. do Čech a 2. prosince spojil svoji armádu se zbytky „slezské armády“, která byla v bitvě u Vratislavi poražena. Jeho záměrem bylo dosáhnout cíleným útokem dobytí Slezska. Význam tohoto cíle vysvětlil svým generálům krátce před bitvou – šlo především o to, zabránit rakouskému vojsku v možnosti přezimování ve Vratislavi.

## Průběh bitvy

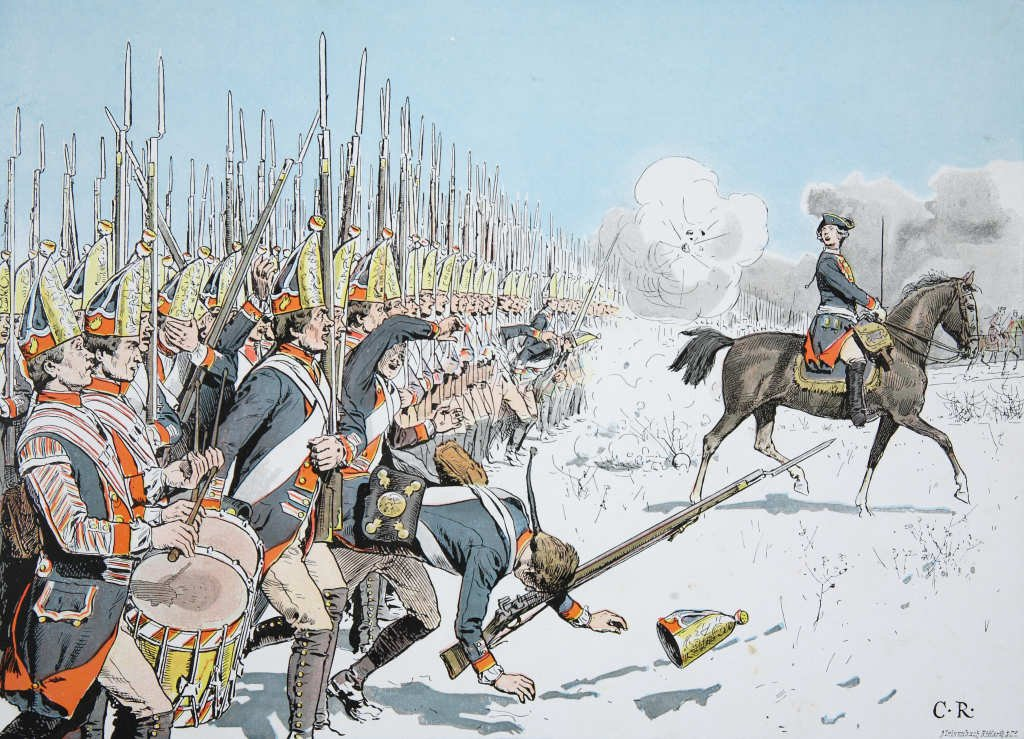
Pruská pěchota u Leuthenu

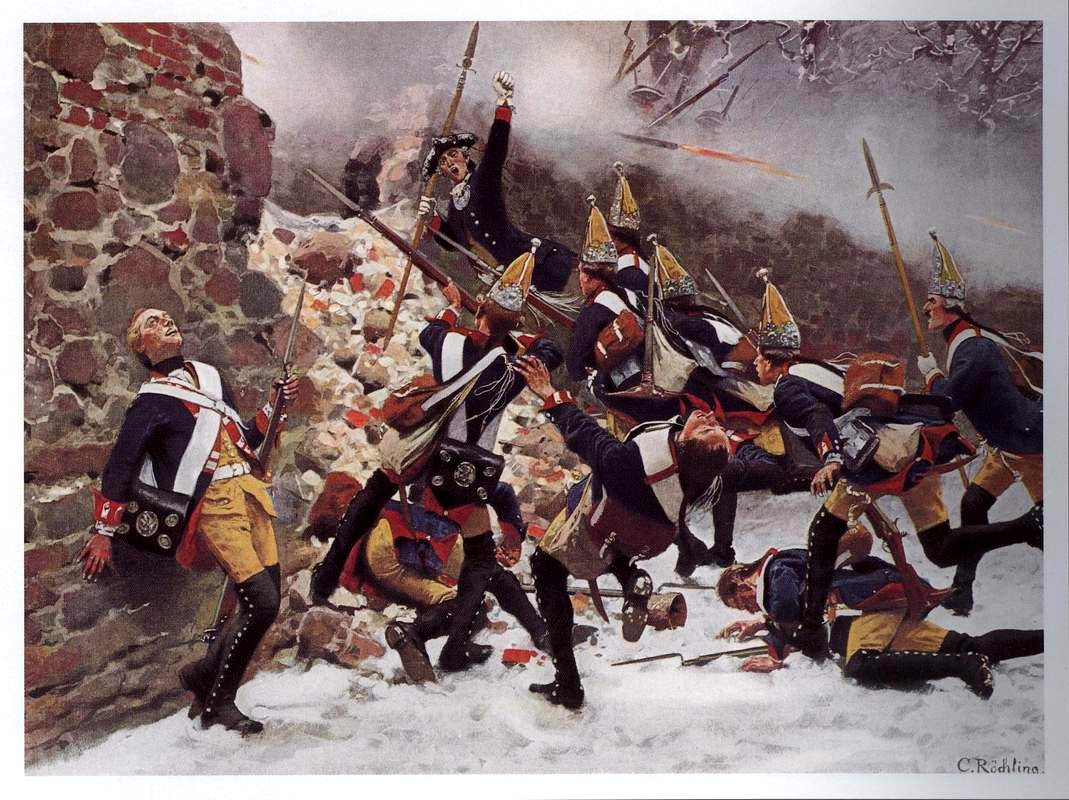
Bitva u Leuthenu, Carl Röchling

Pruskému králi Fridrichovi II. se podařilo přesvědčit velení rakouských jednotek o tom, že hlavní útok povede na jejich pravé křídlo. Rakouské velení jej začalo posilovat, ale hlavní útok pruských jednotek byl veden na rakouské levé křídlo. Tři pruské útoky byly odraženy, ale překvapení spolu s posledním čtvrtým útokem obrátilo k ústupu první rakouskou linii a to nakonec donutilo velitele rakouské armády ke spořádanému ústupu.